# Johan Lagerlöf
Johan Henrik Lagerlöf, född 27 februari 1971 i Sundbybergs församling i Stockholms län, är en svensk musiker och låtskrivare.
Johan Lagerlöf är en av låtskrivarna i produktionsteamet Bass Nation som skrev många danshits under 1990-talet och populära låtar (Vi drar till fjällen, Mera Mål, Millennium 2 med flera) med artisten Markoolio. Lagerlöf var år 2000 en av grundarna till sajten Mobilehits - Sveriges första tjänst med hits som ringsignaler. Johan Lagerlöf medgrundade sedan och var VD på X5 Music som köptes upp av Warner Music 2016.Johan är sedan 2018 “Global Head of catalogue strategy” på Spotify.
Johan Lagerlöf är brorsons son till läkaren och professorn Henrik Lagerlöf och sonsons son till överste Henrik Lagerlöf. De tillhör släkten Lagerlöf från Medelpad.